# Liste der Auslandsvertretungen Sierra Leones

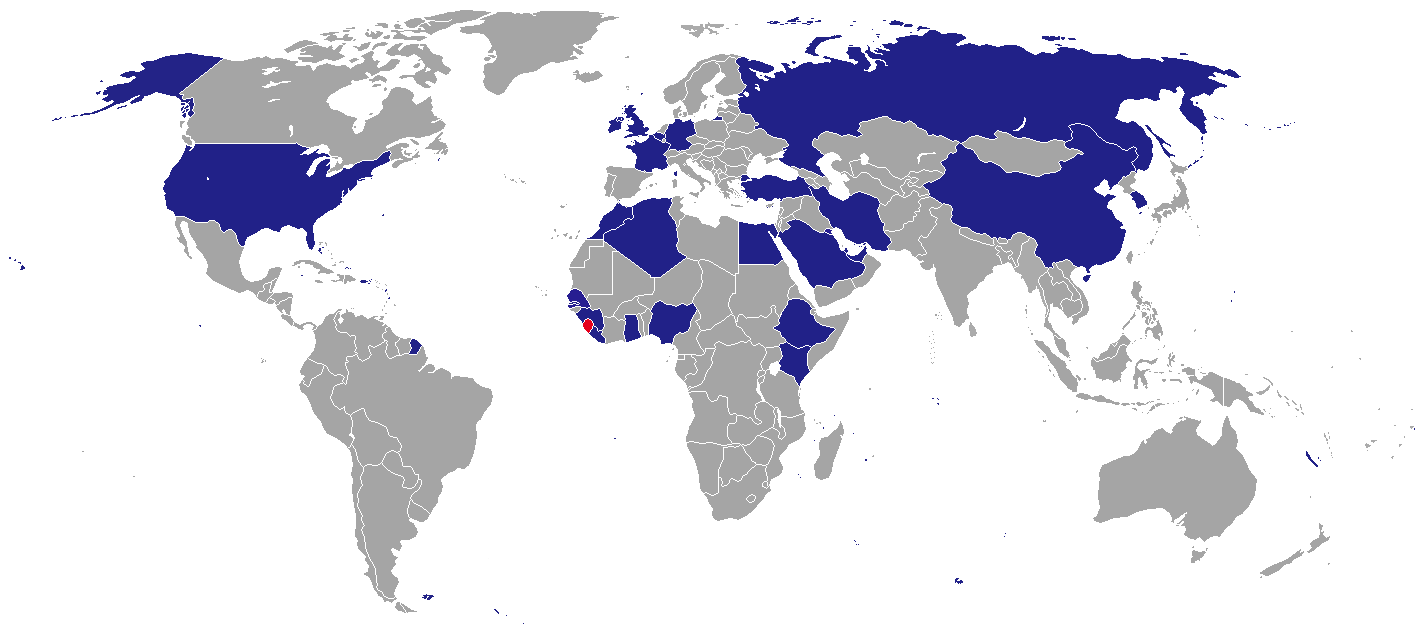
Republik Sierra Leone
Staaten, in denen die Republik Sierra Leone eine Vertretung unterhält

Standarte der Sierra-leonischen Botschafter und Hochkommissare

Diese Seite listet die diplomatischen Auslandsvertretungen der Republik Sierra Leone auf: Botschaften, Hochkommissariate, Konsulate und Ständige Vertretungen.

## Afrika
| Afrika (A–Z) | Afrika (A–Z)                                                | Afrika (A–Z)     | Afrika (A–Z)   | Afrika (A–Z)                                                           |
| Land         | Stadt                                                       | Einrichtung      | Vertreter      | Zuständigkeiten                                                        |
| ------------ | ----------------------------------------------------------- | ---------------- | -------------- | ---------------------------------------------------------------------- |
| Äthiopien    | Addis Abeba Nafas Silk Sub-City Kebele, 5-2629, Addis Abeba | Botschaft        |                | Botswana, Madagaskar, Malawi, Mosambik, Namibia, Sambia, Südafrika     |
| Gambia       | Banjul 67 Daniel Goddard Street, Banjul                     | Botschaft        |                | Marokko, Mauretanien, Senegal                                          |
| Ghana        | Accra 8 Senchi Street, Airport Residential Area, Accra      | Hochkommissariat |                | Burkina Faso, Togo                                                     |
| Guinea       | Conakry BP 625 Bellevue, Conakry                            | Botschaft        |                | Guinea-Bissau, Kap Verde, Mali                                         |
| Kenia        | Nairobi 1st Floor Panesar’s Centre, Mombasa Road, Nairobi   | Generalkonsulat  |                |                                                                        |
| Liberia      | Monrovia 15th Street Sinkor, Monrovia                       | Botschaft        | Marie Barnett  | Elfenbeinküste                                                         |
| Libyen       | Tripolis 1 Khar Kana Street, Abu Nawas Ghargaresh, Tripolis | Botschaft        |                | Algerien, Malta, Tunesien, Tschad                                      |
| Nigeria      | Abuja Plot 308 Mission Road, Abuja                          | Hochkommissariat | Henry Macauley | Angola, Äquatorialguinea, Benin, Kamerun, Zentralafrikanische Republik |

## Asien
| Asien (A–Z)         | Asien (A–Z)                                 | Asien (A–Z)     | Asien (A–Z)      | Asien (A–Z)                                                                                           |
| Land                | Stadt                                       | Einrichtung     | Vertreter        | Zuständigkeiten                                                                                       |
| ------------------- | ------------------------------------------- | --------------- | ---------------- | --- |
| Volksrepublik China | Peking 7 Dongzhimenwai, Sanlitun, Peking    | Botschaft       |                  | Australien, Indien, Indonesien, Japan, Malaysia, Neuseeland, Nordkorea, Singapur, Sri Lanka, Thailand |
| Iran                | Teheran 10 Malek Street, Teheran            | Botschaft       |                  | Bangladesch, Brunei Darussalam, Irak, Libanon, Pakistan, Türkei                                       |
| Pakistan            | Karatschi                                   | Honorarkonsulat | Mohamed Muzaffar | |
| Saudi-Arabien       | Riad                                        | Botschaft       |                  | Ägypten, Bahrain, Jordanien, Katar, Kuwait, Oman, Syrien, Vereinigte Arabische Emirate                |
| Südkorea            | Seoul 27-12 Wonhyoro 1-ga Yongsan-gu, Seoul | Honorarkonsulat | Hae-jung Jung    | |

## Australien und Ozeanien
| Europa (A–Z) | Europa (A–Z)                       | Europa (A–Z)    | Europa (A–Z) | Europa (A–Z)    |
| Land         | Stadt                              | Einrichtung     | Vertreter    | Zuständigkeiten |
| ------------ | ---------------------------------- | --------------- | ------------ | --------------- |
| Australien   | Sydney 16 O’Connell Street, Sydney | Generalkonsulat | Aron Wakil   |                 |

## Europa
| Europa (A–Z)            | Europa (A–Z)                                                     | Europa (A–Z)           | Europa (A–Z)              | Europa (A–Z) |
| Land                    | Stadt                                                            | Einrichtung            | Vertreter                 | Zuständigkeiten |
| ----------------------- | ---------------------------------------------------------------- | ---------------------- | ------------------------- | --- |
| Belgien                 | Brüssel 410 Avenue De Tervuren, Brüssel                          | Botschaft              | Christian Kargbo          | Frankreich, Niederlande, Luxemburg, Vatikanstadt |
| Bulgarien               | Bourgas 69 Str Demokratsia, Bourgas                              | Honorarkonsulat        | Plamen Dimitrov Petkov    | |
| Dänemark                | Kopenhagen Hornemansgade 36, Kopenhagen                          | Botschaft              | Keld Hansen               | |
| Deutschland (Botschaft) | Berlin Herwarthstr. 4, Berlin                                    | Botschaft              | Jongopie Stevens          | Frankreich, Niederlande, Luxemburg, Vatikanstadt |
| Deutschland             | Denkendorf Am Loecherwalde 18, Denkendorf                        | Honorarkonsulat        | Willi Drechsler           | ausschließlich für Baden-Württemberg |
| Deutschland             | Frankfurt am Main Fritz Schubert-Ring Str. 61, Frankfurt am Main | Honorargeneralkonsulat | Walter Bessler            | ausschließlich für Hessen, Sachsen-Anhalt und Thüringen |
| Deutschland             | Grünwald Schloßstr. 14b, Grünwald                                | Honorarkonsulat        | Dietmar Scheiter          | ausschließlich für Bayern |
| Deutschland             | Hamburg Immenschuur 30, Hamburg                                  | Honorarkonsulat        | Eberhard Müller           | ausschließlich für Hamburg |
| Irland                  | Waterford Market Square, Waterford                               | Honorarkonsulat        |                           | |
| Italien                 | Mailand Via Carlo Goldoni 33, Mailand                            | Honorarkonsulat        | Elio Pacifico             | |
| Italien                 | Neapel 42 via Generale Orsini, Neapel                            | Honorarkonsulat        | Elio Pacifico             | |
| Italien                 | Rom Viale Bruno Buozzi, 58, Rom                                  | Honorarkonsulat        | Fausto Maria Puccini      | |
| Malta                   | Valletta Lanzon Street, Valletta                                 | Honorarkonsulat        | Joseph A. Dougall         | |
| Österreich              | Wien Talgasse 11, Wien                                           | Honorargeneralkonsulat | Wolfgang Breitenthaler    | |
| Portugal                | Lissabon Rua Dr. António Cândido, 23 - 1º, Lissabon              | Honorarkonsulat        | Manuel de Noronha Andrade | |
| Russland                | Moskau Rublovskoye Chaussee 26/1, Moskau                         | Botschaft              | John Sahr Yambasu         | Albanien, Armenien, Aserbaidschan, Belarus, Bulgarien, Kirgistan, Lettland, Litauen, Moldawien, Polen, Serbien, Tadschikistan, Tschechien, Ukraine, Ungarn, Usbekistan |
| Schweden                | Malmö Verkstadsgatan 4, Malmö                                    | Generalkonsulat        | Anders Rantén             | |
| Schweiz                 | Genf 15b Chemin Louis-Dunant, Genf                               | Honorarkonsulat        | Yvette Stevens            | |
| Slowakei                | Bratislava Partizánska 16, Bratislava                            | Generalkonsulat        | Branislav Hronec          | |
| Spanien                 | Valencia Cirilo Amorós, 48, 3.ª, 5.º, Valencia                   | Honorarkonsulat        |                           | |
| Vereinigtes Königreich  | London 41 Eagle Street, Holborn, London                          | Hochkommissariat       | Edward Turay              | Dänemark, Griechenland, Irland, Norwegen, Portugal, Schweden, Spanien, Zypern                                                                                          |
| Zypern                  | Limassol 225, Arch. Makarios III Avenue, Limassol                | Generalkonsulat        | Theocharis Ph. Economides | |

## Nord- und Mittelamerika

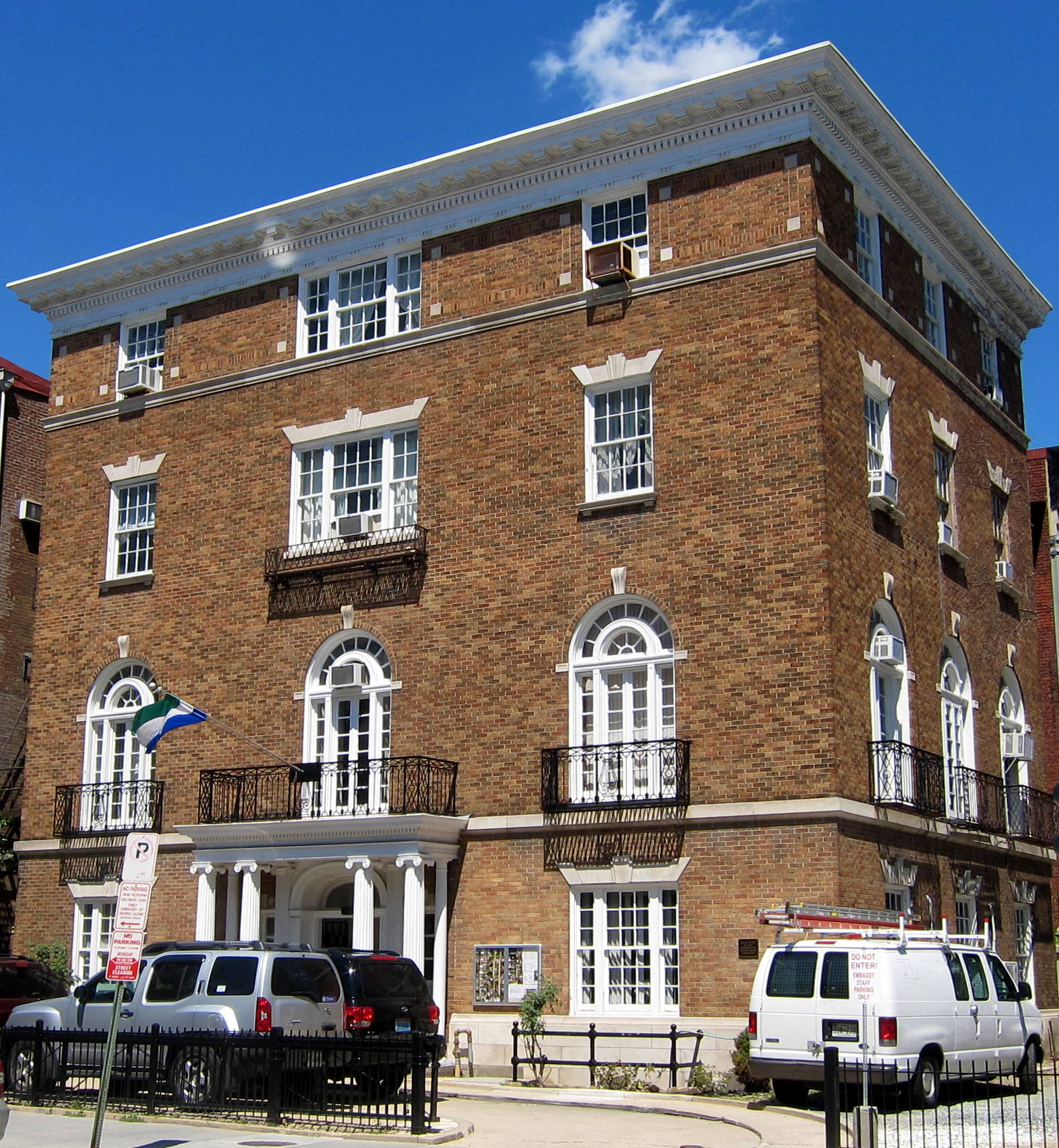
Sierra-leonische Botschaft in den USA

| Nord- und Mittelamerika(A–Z) | Nord- und Mittelamerika(A–Z)                            | Nord- und Mittelamerika(A–Z) | Nord- und Mittelamerika(A–Z) | Nord- und Mittelamerika(A–Z)                                  |
| Land                         | Stadt                                                   | Einrichtung                  | Vertreter                    | Zuständigkeiten                                               |
| ---------------------------- | ------------------------------------------------------- | ---------------------------- | ---------------------------- | ------------------------------------------------------------- |
| Bahamas                      | Nassau Frederick St, Nassau                             | Honorargeneralkonsulat       | Nicolas Antoni Karathanessis |                                                               |
| Vereinigte Staaten           | Washington, D.C. 1701- 19th Street NW, Washington, D.C. | Botschaft                    | Bockari Stevens              | Bahamas Brasilien, Guyana, Jamaika, Kanada, Trinidad & Tobago |
| Vereinigte Staaten           | Atlanta 5950 Covington Hwy, Decatur, Atlanta            | Honorarkonsulat              | Cynthia Oremi Jarrett-Thorpe |                                                               |
| Vereinigte Staaten           | Houston 15995 N. Barkers Landing, Houston               | Honorarkonsulat              | Reginal Spiller              |                                                               |

## Internationale Organisationen
| Internationale Organisationen (A–Z) | Internationale Organisationen (A–Z) | Internationale Organisationen (A–Z)       | Internationale Organisationen (A–Z)                         |
| Institution                         | Vertreter                           | Land                                      | Stadt                                                       |
| ----------------------------------- | ----------------------------------- | ----------------------------------------- | ----------------------------------------------------------- |
| AU                                  |                                     | Äthiopien                                 | Addis Abeba Nafas Silk Sub-City Kebele, 5-2629, Addis Abeba |
| ECOWAS                              |                                     | Nigeria                                   | Abuja Plot 308 Mission Road, Abuja                          |
| Europäische Union                   | Christian Kargbo                    | Belgien                                   | Brüssel 410 Avenue De Tervuren, Brüssel                     |
| UNESCO                              |                                     | Belgien                                   | Brüssel 410 Avenue De Tervuren, Brüssel                     |
| UNO                                 |                                     | Vereinigte Staaten Kuba, Mexiko, Südkorea | New York 245 East 49th St., New York                        |